# Велика Іменна
Велика Іменна́ (рос. Большая Именная) — присілок у складі Нижньотуринського міського округу Свердловської області.
Населення — 151 особа (2010, 138 у 2002).
Національний склад населення станом на 2002 рік: росіяни — 76 %.